# 男衾站

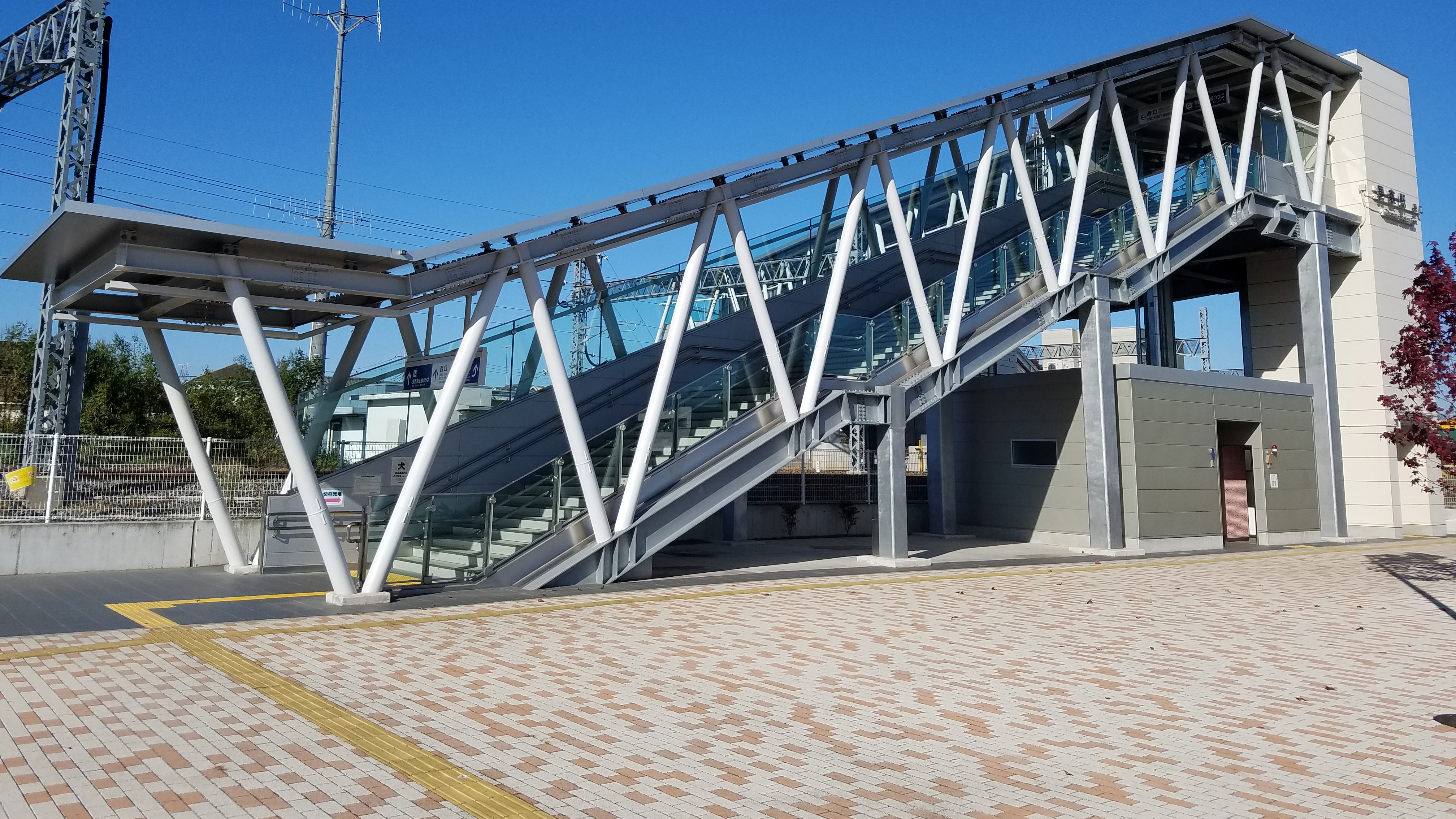
東口（2020年11月）

男衾站（日语：／ Obusuma eki */?），是一個位於埼玉縣大里郡寄居町大字富田，屬於東武鐵道東上本線的鐵路車站。車站編號是TJ 36。是難讀站名。

## 車站結構

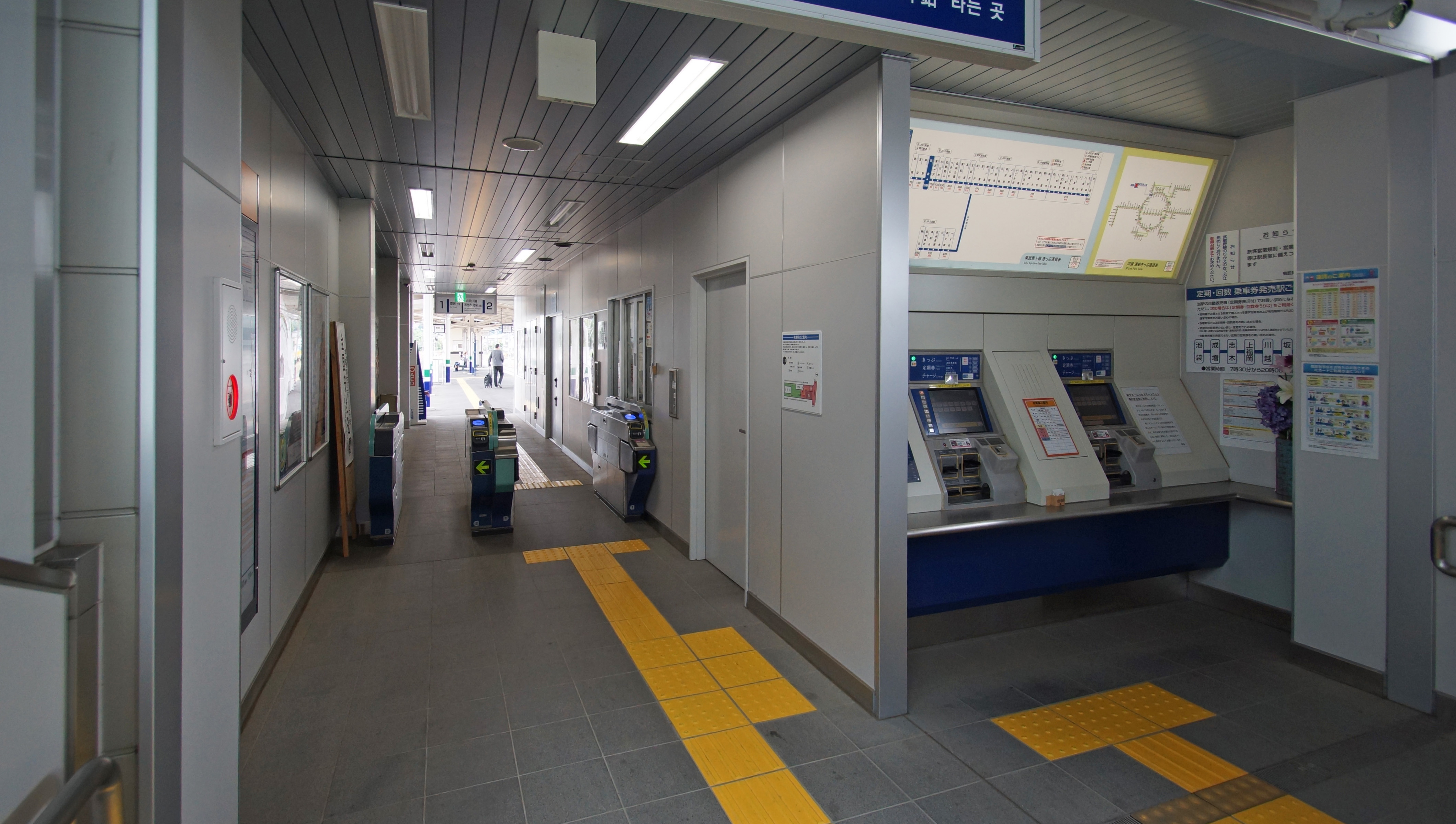
驗票口（2017年6月）

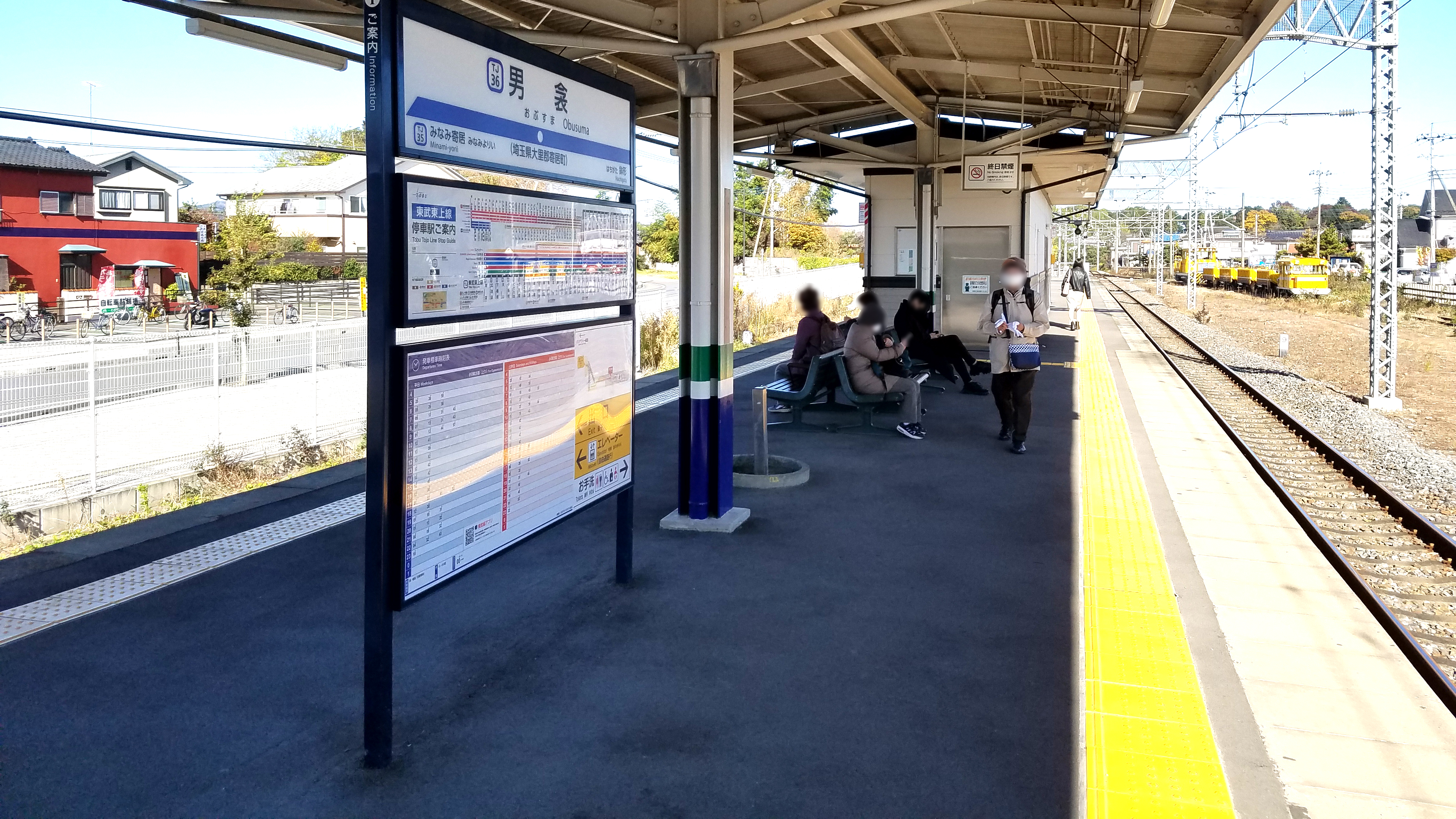
月台（2020年11月）

本站為島式月台1面2線的地面車站。閘口與車站事務室近月台的東武竹澤站側，該處設有橫跨軌道的東西自由通道，並以樓梯與升降機連接。站內設有自動閘機。月台設有男女廁與輪椅用廁所。

### 月台配置
| 月台 | 路線   | 方向 | 目的地                         |
| ---- | ------ | ---- | ------------------------------ |
| 1    | 東上線 | 下行 | 寄居方向                       |
| 2    | 東上線 | 上行 | 小川町、川越、和光市、池袋方向 |

- 月台導覽如上述，但2號月台沒有直達池袋的列車，需在武藏嵐山站轉乘池袋方向。

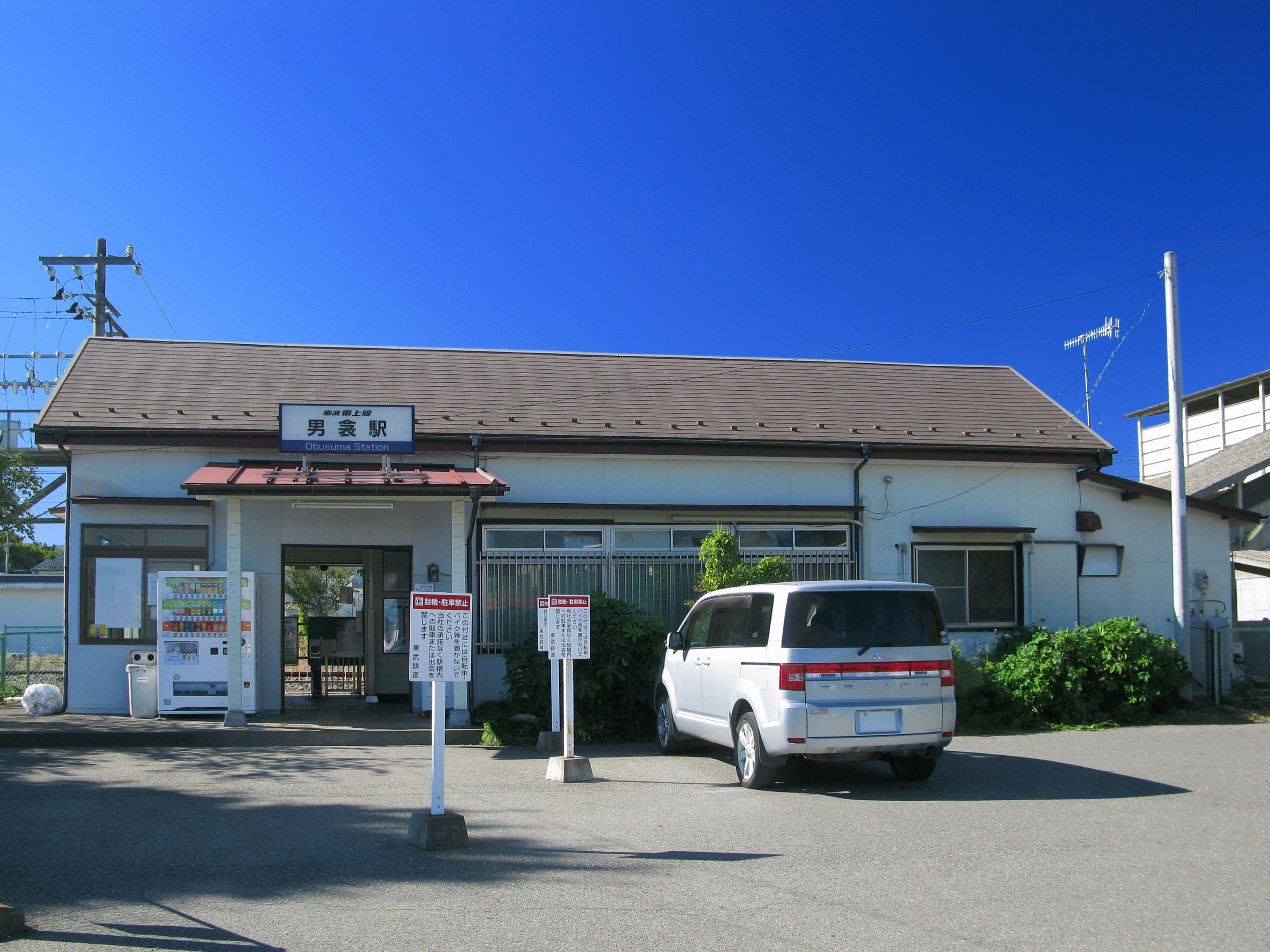
舊站房（2012年11月）

## 使用情況
2016年度1日平均上下車人次為1,705人。
開業以後一日平均上下車人次、上車人次的推移如下表。
| 年度               | 一日平均 上下車人次 | 一日平均 上車人次 |
| ------------------ | ------------------- | ----------------- |
| 2003年（平成15年） | 2,423               |                   |
| 2004年（平成16年） | 2,448               |                   |
| 2005年（平成17年） | 2,397               |                   |
| 2006年（平成18年） | 2,291               |                   |
| 2007年（平成19年） | 2,259               |                   |
| 2008年（平成20年） | 2,193               |                   |
| 2009年（平成21年） | 2,142               |                   |
| 2010年（平成22年） | 2,067               |                   |
| 2011年（平成23年） | 1,987               |                   |
| 2012年（平成24年） | 1,919               |                   |
| 2013年（平成25年） | 1,922               |                   |
| 2014年（平成26年） | 1,829               |                   |
| 2015年（平成27年） | 1,772               |                   |
| 2016年（平成28年） | 1,705               |                   |

## 相鄰車站
東武鐵道
 東上本線
南寄居〈本田寄居前〉（TJ 35）－男衾（TJ 36）－鉢形（TJ 37）

## 外部連結
- 男衾（車站資訊） - 東武鐵道